# NGC 7357
NGC 7357 is een spiraalvormig sterrenstelsel in het sterrenbeeld Pegasus. Het hemelobject werd op 26 september 1883 ontdekt door de Franse astronoom Édouard Jean-Marie Stephan.

## Synoniemen
- UGC 12162
- IRAS 22400+2954
- MCG 5-53-11
- NPM1G +29.0466
- ZWG 495.16
- PGC 69544

## 44-η Pegasi
Vanaf de aarde gezien staat het stelsel NGC 7357 schijnbaar dicht bij de ster 44-η Pegasi (Matar). Op sommige telescopisch verkregen foto's waar NGC 7357 op te zien is, kan tevens het schijnsel van Matar opgemerkt worden.